# قائمة الدول المستضيفة لكأس العالم

خريطة تبين مستضيفي كأس العالم لكرة القدم

تنظيم كأس العالم لكرة القدم كانت تمنح أثناء انعقاد المؤتمر العام للاتحاد الدولي لكرة القدم. اختيار الدولة المستضيفة يثير الجدل دوماً خصوصاً أنه كانت محصوراً بين دول قارة أوروبا من ناحية ودول قارتي أمريكا الشمالية والجنوبية من ناحية أخرى. على سبيل المثال فإن منح شرف استضافة البطولة الأولى إلى الأوروغواي ساهم في مشاركة 4 منتخبات أوروبية فقط. البطولتان التاليتان أقيمتا في أوروبا. البطولة الثالثة التي منحت استضافتها إلى فرنسا سنة 1938 كانت مثار جدل، حيث أن الاتحادات الأمريكية كانت تطالب بالمداورة بينها وبين نظرائها الأوروبية، مما جعل الأرجنتين والأوروغواي تقرران مقاطعة البطولة.
بعد الحرب العالمية الثانية قرر الاتحاد الدولي لكرة القدم المداورة بين دول أوروبا، وأمريكا حتى بطولة 2002. نظام الاختيار تغير إلى نظام تصويت سري عبر اللجنة التنفيذية التابعة للاتحاد الدولي لكرة القدم. يتم اتخاذ قرار منح الاستضافة قبل بداية البطولة بسبع سنوات على الرغم أن بطولة 2022 تم اختياره بالتزامن مع اختيار مستضيف بطولة 2018.
الدول التي نالت شرف الاستضافة مرتين هي المكسيك، فرنسا، إيطاليا، وألمانيا والبرازيل . ملعب أزتيكا الذي يقع في مدينة مكسيكو هو الأول الذي استضاف المباراة النهائية مرتين. كما أن ملعب ماراكانا في مدينة ريو دي جانيرو هو الملعب الثاني الذي استضاف أيضاً المباراة النهائية مرتين بعد نهاية كأس العالم لكرة القدم 2014، حيث كانت الأولى في كأس العالم لكرة القدم 1950 على الرغم أن نظام البطولة لم يكن فيه مباراة نهائية بل ختامية.

## قائمة المستضيفين

### قائمة الدول المستضيفة
| نسخة | الدولة المستضيفة                                                             | القارة                         | المنتخب الفائز  |
| ---- | ---------------------------------------------------------------------------- | ------------------------------ | --------------- |
| 1930 | الأوروغواي                                                                   | أمريكا الجنوبية                | الأوروغواي      |
| 1934 | إيطاليا                                                                      | أوروبا                         | إيطاليا         |
| 1938 | فرنسا                                                                        | أوروبا                         | إيطاليا         |
| 1942 | ألغيت البطولتان بسبب الحرب العالمية الثانية                                  |                                |                 |
| 1946 | ألغيت البطولتان بسبب الحرب العالمية الثانية                                  |                                |                 |
| 1950 | البرازيل                                                                     | أمريكا الجنوبية                | الأوروغواي      |
| 1954 | سويسرا                                                                       | أوروبا                         | ألمانيا الغربية |
| 1958 | السويد                                                                       | أوروبا                         | البرازيل        |
| 1962 | تشيلي                                                                        | أمريكا الجنوبية                | البرازيل        |
| 1966 | إنجلترا                                                                      | أوروبا                         | إنجلترا         |
| 1970 | المكسيك                                                                      | أمريكا الشمالية                | البرازيل        |
| 1974 | ألمانيا الغربية ( ألمانيا)                                                   | أوروبا                         | ألمانيا الغربية |
| 1978 | الأرجنتين                                                                    | أمريكا الجنوبية                | الأرجنتين       |
| 1982 | إسبانيا                                                                      | أوروبا                         | إيطاليا         |
| 1986 | كولومبيا (إلغاء)                                                             | أمريكا الجنوبية                | لا يوجد فاز     |
| 1986 | المكسيك (استبدال)                                                            | أمريكا الشمالية                | الأرجنتين       |
| 1990 | إيطاليا                                                                      | أوروبا                         | ألمانيا الغربية |
| 1994 | الولايات المتحدة                                                             | أمريكا الشمالية                | البرازيل        |
| 1998 | فرنسا                                                                        | أوروبا                         | فرنسا           |
| 2002 | كوريا الجنوبية/ اليابان                                                      | آسيا                           | البرازيل        |
| 2006 | ألمانيا                                                                      | أوروبا                         | إيطاليا         |
| 2010 | جنوب إفريقيا                                                                 | أفريقيا                        | إسبانيا         |
| 2014 | البرازيل                                                                     | أمريكا الجنوبية                | ألمانيا         |
| 2018 | روسيا                                                                        | أوروبا                         | فرنسا           |
| 2022 | قطر                                                                          | آسيا                           | الأرجنتين       |
| 2026 | الولايات المتحدة / كندا / المكسيك                                            | أمريكا الشمالية                |                 |
| 2030 | مضيف أساسي: المغرب البرتغال إسبانيا مضيف شرفي: الأرجنتين باراغواي الأوروغواي | أفريقيا أوروبا أمريكا الجنوبية |                 |
| 2034 | المملكة العربية السعودية                                                     | آسيا                           |                 |

### قائمة القارات المستضيفة
| القارة          | عدد مرات الاستضافة | الدول المستضيفة                                                            | سنوات التنظيم                                                    | دول استضافت البطولة مرتين                      | منتخبات فازت بالبطولة                         |
| --------------- | ------------------ | -------------------------------------------------------------------------- | ---------------------------------------------------------------- | ---------------------------------------------- | --------------------------------------------- |
| أوروبا          | 11                 | إيطاليا · فرنسا · سويسرا · السويد · إنجلترا · إسبانيا · ألمانيا · روسيا(1) | 1934، 1938، 1954، 1958، 1966، 1974، 1982، 1990، 1998، 2006، 2018 | إيطاليا · فرنسا · ألمانيا الغربية · ألمانيا(2) | إيطاليا · فرنسا · إنجلترا · ألمانيا · إسبانيا |
| أمريكا الجنوبية | 5                  | الأوروغواي · البرازيل · تشيلي · الأرجنتين،                                 | 1930، 1950، 1962، 1978، 2014                                     | البرازيل                                       | الأوروغواي · البرازيل · الأرجنتين             |
| أمريكا الشمالية | 4                  | الولايات المتحدة · المكسيك · كندا                                          | 1970، 1986، 1994، 2026                                           | المكسيك (3) · الولايات المتحدة                 | لم يفز أحد                                    |
| آسيا            | 3                  | كوريا الجنوبية و اليابان (4) · قطر · السعودية                              | 2002، 2022٫ 2034                                                 | لم يفز أحد                                     | لم يفز أحد                                    |
| أفريقيا         | 2                  | جنوب إفريقيا المغرب                                                        | 20102030                                                         | لم يفز أحد                                     |                                               |
| أوقيانوسيا      | 0                  | لم يفز أحد                                                                 | –                                                                | لم يفز أحد                                     | لم يفز أحد                                    |

## نتائج التصويت

### كأس العالم لكرة القدم 1930
المتقدمون بطلب الاستضافة:
- هنغاريا
- إيطاليا
- هولندا
- أسبانيا
- السويد
- الأوروغواي

قبل أن يتم اللجوء إلى التصويت في المؤتمر العام للاتحاد الدولي لكرة القدم من أجل تحديد الدولة المستضيفة للبطولة الأولى، شهدت حالة من الانسحابات التي أدت إلى أن يذهب شرف الاستضافة إلى الأوروغواي حيث أن هولندا والمجر انسحبتا ثم انسحبت السويد بعدهما من أجل منح الفرصة لإيطاليا للنجاح في التصويت ثم انسحبتا إيطاليا وإسبانيا وبالتالي بقيت الأوروغواي. الاجتماع الذي عقد في مدينة برشلونة الإسبانية في 18 مايو 1929 منح شرف الاستضافة إلى الأوروغواي بدون اللجوء إلى التصويت.
1. الأوروغواي
2. إيطاليا انسحبت لمصلحة الأوروغواي
3. إسبانيا انسحبت لمصلحة الأوروغواي
4. السويد انسحبت لمصلحة إيطاليا
5. هولندا انسحبت
6. المجر انسحبت

### كأس العالم لكرة القدم 1934
المتقدمون بطلب الاستضافة:
- إيطاليا
- السويد

انسحبت السويد قبل بداية التصويت مما منح إيطاليا حق استضافة البطولة. تم اتخاذ القرار من قبل الاتحاد الدولي لكرة القدم خلال المؤتمر العام الذي أقيم في مدينة زيورخ السويسرية في 14 مايو 1932 والاتحاد الإيطالي لكرة القدم قبل هذا القرار في 9 أكتوبر 1932.
النتائج:
1. إيطاليا
2. السويد انسحبت

### كأس العالم لكرة القدم 1938
المتقدمون بطلب الاستضافة:
- الأرجنتين
- فرنسا
- ألمانيا النازية

من دون حدوث انسحابات عقد الاتحاد الدولي لكرة القدم اجتماعا في برلين عاصمة ألمانيا في 13 أغسطس 1936 لتحديد مستضيف البطولة التالية. استحقت فرنسا الحصول على حق الاستضافة بعدما جمعت أكثر من نصف عدد الأصوات خلال الجولة الأولى.
النتائج:
1. فرنسا، 19 صوت
2. الأرجنتين، 4 أصوات
3. ألمانيا النازية

، 0 صوت

### كأس العالم لكرة القدم 1942
المتقدمون بطلب الاستضافة:
- البرازيل
- ألمانيا النازية

بسبب الحرب العالمية الثانية تقرر إلغاء بطولتي 1942 و1946 وبالتالي لم يكن هناك أي تصويت لاستضافتهما.

### كأس العالم لكرة القدم 1950
المتقدمون بطلب الاستضافة:
- البرازيل

تقدمت البرازيل بطلب رسمي لاستضافة كأس العالم لكرة القدم 1942 ولكن البطولة ألغيت بسبب الحرب العالمية الثانية. تقرر أن تبدأ البطولة في 1949 وذلك خلال مؤتمر الاتحاد الدولي لكرة القدم الذي أقيم في لوكسمبورغ عاصمة لوكسمبورغ ولكن تقرر تأخيرها سنة وإقامتها في 1950.
النتائج:
1. البرازيل

### كأس العالم لكرة القدم 1954
المتقدمون بطلب الاستضافة:
- سويسرا

تم اتخاذ قرار استضافة كأس العالم لكرة القدم 1954 في نفس يوم اختيار مستضيف كأس العالم لكرة القدم 1950 أي في 26 يوليو 1946 في لوكسمبورغ عاصمة لوكسمبورغ. كما حدث في البطولة السابقة فقد تقرر تأجيل بداية البطولة من 1953 إلى 1954.
النتائج:
1. سويسرا

### كأس العالم لكرة القدم 1958
المتقدمون بطلب الاستضافة:
- السويد

كما حدث في البطولات السابقة قرر الاتحاد الدولي لكرة القدم في المؤتمر العام الذي أقيم في 23 يونيو 1950 في مدينة ريو دي جانيرو البرازيلية أثناء استضافة كأس العالم لكرة القدم 1950 منح حق استضافة كأس العالم لكرة القدم 1958 إلى السويد التي انسحبت من استضافة كأس العالم لكرة القدم 1930.
النتائج:
1. السويد

### كأس العالم لكرة القدم 1962
المتقدمون بطلب الاستضافة:
- الأرجنتين
- تشيلي
- ألمانيا الغربية

انسحبت ألمانيا الغربية قبل بداية التصويت ونتج عن الاجتماع الذي عقد في لشبونة عاصمة البرتغال في 10 يونيو 1956 إجراء تصويت نتج عنه فوز تشيلي على الأرجنتين في الجولة الأولى.
النتائج:
1. تشيلي، 32 صوت
2. الأرجنتين، 11 صوت
3. ألمانيا الغربية انسحب

### كأس العالم لكرة القدم 1966
المتقدمون بطلب الاستضافة:
- إنجلترا
- ألمانيا الغربية
- إسبانيا

انسحبت إسبانيا من التصويت قبل بداية مؤتمر الاتحاد الدولي لكرة القدم العام الذي عقد في روما عاصمة إيطاليا 22 أغسطس 1960 وبالتالي تم تحديد جولة واحدة في التصويت الذي نتج عن فوز إنجلترا على ألمانيا الغربية.
النتائج:
1. إنجلترا، 34 صوت
2. ألمانيا الغربية، 27 صوت
3. إسبانيا انسحب

### كأس العالم لكرة القدم 1970
المتقدمون بطلب الاستضافة:
- الأرجنتين
- المكسيك

عقد الاتحاد الدولي لكرة القدم المؤتمر العام في طوكيو عاصمة اليابان في 8 أكتوبر 1964 وتم تحديد جولة واحدة من التصويت حيث فازت المكسيك على الأرجنتين.
النتائج:
1. المكسيك، 56 صوت
2. الأرجنتين، 32 صوت

### كأس العالم لكرة القدم 1974–1978–1982
المتقدمون بطلب استضافة 1974:
- ألمانيا الغربية
- إسبانيا

المتقدمون بطلب استضافة 1978:
- الأرجنتين
- المكسيك

المتقدمون بطلب استضافة 1982:
- ألمانيا الغربية
- إسبانيا

في ظروف غريبة تقرر في الاجتماع الذي عقد في العاصمة الإنجليزية لندن في 6 يوليو 1966 اختار مستضيفي البطولات الثلاث القادمة وبما أن إسبانيا وألمانيا الغربية تقدمتا معا بشكل منفصل لطلب استضافة بطولة 1974 و 1982 فقد قررت ألمانيا الغربية الانسحاب من استضافة بطولة 1982 بينما قررت إسبانيا الانسحاب من استضافة بطولة 1974. وأيضا قررت المكسيك سحب استضافتها لبطولة 1978 لصالح الأرجنتين لأنها سبق لها استضافة بطولة 1970.
النتائج:
1974:
1. ألمانيا الغربية
2. إسبانيا انسحب

1978:
1. الأرجنتين
2. المكسيك انسحب

1982:
1. إسبانيا
2. ألمانيا الغربية انسحب

### كأس العالم لكرة القدم 1986
المتقدمون بطلب الاستضافة:
- كولومبيا

تولت اللجنة التنفيذية التابعة للاتحاد الدولي لكرة القدم اختيار الدولة المستضيفة وذلك في الاجتماع الذي عقد في 9 يونيو 1974 في ستوكهولم عاصمة السويد وكانت كولومبيا المتقدمة الوحيدة لاستضافة البطولة.
النتائج:
على الرغم من ذلك فإن كولومبيا انسحبت من استضافة البطولة لأسباب مالية في 5 نوفمبر 1982 قبل أقل من 4 سنوات على بداية البطولة. فتح باب الترشيح لاستضافة البطولة وتم استلام طلبات الدول التالية:
- كندا
- المكسيك
- الولايات المتحدة

في زيورخ في 20 مايو 1983 فازت المكسيك بحق الاستضافة من خلال تصويت اللجنة التنفيذية الذي يتم للمرة الأولى في تاريخ استضافة بطولات كأس العالم.
النتائج:
1. المكسيك، (عدد غير معروف من الأصوات)
2. (تعادل)  كندا،  الولايات المتحدة: 0 صوت

### كأس العالم لكرة القدم 1990
المتقدمون بطلب الاستضافة:
- إنجلترا
- اليونان
- إيطاليا
- إيران
- الاتحاد السوفيتي

انسحبت إنجلترا واليونان وإيران قبل بداية التصويت الذي عقد من قبل اللجنة التنفيذية في زيوريخ في 19 مايو 1984. مجددًا تم عقد جولة تصويت واحدة حيث فاز إيطاليا على حساب الاتحاد السوفييتي.
النتائج:
1. إيطاليا، 11 صوت
2. الاتحاد السوفيتي، 5 أصوات
3. إيران انسحب
4. إنجلترا انسحب
5. اليونان انسحب

### كأس العالم لكرة القدم 1994
المتقدمون بطلب الاستضافة:
- البرازيل
- المغرب
- الولايات المتحدة

على الرغم من تواجد 3 طلبات إلا إنه تم عقد جولة واحدة. عقد اجتماع للتصويت للمرة الثالثة على التوالي في زيوريخ في 4 يوليو 1988. استطاعت الولايات المتحدة الحصول على أكثر من نصف عدد أصوات أعضاء اللجنة التنفيذية.
النتائج:
1. الولايات المتحدة، 10 أصوات
2. المغرب، 7 أصوات
3. البرازيل، 2 صوت

### كأس العالم لكرة القدم 1998
المتقدمون بطلب الاستضافة:
- فرنسا
- المغرب
- سويسرا

عقد اجتماع التصويت للمرة الرابعة في زيوريخ في 1 يوليو 1992. عقدت جولة واحدة للتصويت حيث حسمتها فرنسا على حساب المغرب وسويسرا.
النتائج:
1. فرنسا، 12 صوت
2. المغرب،  سويسرا; المجموع 7 أصوات

### كأس العالم لكرة القدم 2002
المتقدمون بطلب الاستضافة:
- كوريا الجنوبية
- اليابان
- المكسيك

في 31 مايو 1996 تم عقد اجتماع التصويت للمرة الخامسة على التوالي في زيوريخ. تم توحيد ملف طلب الاستضافة بين كوريا الجنوبية واليابان وتم تزكيته من دون اللجوء للتصويت وهي المرة الأولى التي يتم فيها استضافة البطولة في دولتين.
النتائج:
1. كوريا الجنوبية/ اليابان (طلب مشترك التصويت تم بالتزكية)
2. المكسيك

#### خلاف
طلب الاستضافة المشترك منح قارة آسيا أول بطولة مستضافة على أرضها من خلال كوريا الجنوبية واليابان. في البداية تقدم البلدان بطلبين منفصلين ولكن قبل بداية التصويت بفترة وجيزة قررا الموافقة على اقتراح الاتحاد الدولي لكرة القدم بالاشتراك في استضافة البطولة. على الرغم من ذلك فإن المسافة الفاصلة بينهما والندية تسببت في بعض المشاكل اللوجستية والتنظيمية. في سنة 2004 صرح الاتحاد الدولي لكرة القدم أن طلب الاستضافة المشترك لن يتكرر مجددًا في المستقبل.

### كأس العالم لكرة القدم 2006
المتقدمون بطلب الاستضافة:
- البرازيل
- إنجلترا
- ألمانيا
- المغرب
- جنوب إفريقيا

في 7 يوليو 2000 تم عقد اجتماع التصويت للمرة السادسة على التوالي في زيوريخ. انسحب البرازيل من التصويت قبل بدايته بثلاثة أيام وانخفضت عدد الطلبات إلى 4 طلبات. للمرة الأولى يتم اللجوء إلى أكثر من جولة لحسم المستضيف. تم إقرار 3 جولات للتصويت. تصدرت ألمانيا التصويت في الجولات الثلاث متفوقة على جنوب أفريقيا في الجولة الثالثة والأخيرة.

#### خلاف
الجدال الذي دار حول فوز ألمانيا باستضافة كأس العالم لكرة القدم 2006 أدى إلى تغيير طريقة التصويت. استطاعت ألمانيا التغلب على جنوب أفريقيا بـ12 صوت مقابل 11 صوت حيث كانت الدولة الأفريقية مرشحة فوق العادة للفوز بالاستضافة. عضو نيوزيلندا في اللجنة التنفيذية تشارلي ديمبسي الذي طلب منه التصويت لصالح جنوب أفريقيا من قبل اتحاد أوقيانوسيا لكرة القدم انسحب من التصويت في الدقيقة الأخيرة. لو كان ديمبسي صوت لصالح جنوب أفريقيا لتعادلت الكفتان بـ12 صوت لكل منهما ولكن صوت رئيس الاتحاد الدولي لكرة القدم جوزيف بلاتر الذي يؤيد استضافة جنوب أفريقيا للبطولة بشدة سيرجع كفتها. ديمبسي كان ضمن 8 من أعضاء اللجنة التنفيذية الذين تلقوا هدية في الليلة السابقة للتصويت من محرروا مجلة تايتانك الألمانية عبارة عن ساعة فاخرة وقطعة لحم ألماني فاخر للتصويت لصالح ألمانيا. وذكر لاحقا أن الضغط الواقع عليه خصوصًا محاولة رشوته كانت أكثر مما يحتمله.
نتيجة لذلك فإن الاتحاد الدولي لكرة القدم قرر في سنة 2007 تدوير الاستضافة بين جميع القارات اعتبارا من كأس العالم لكرة القدم 2010 ولكنه قرر لاحقًا إلغاء المداورة.

### كأس العالم لكرة القدم 2010
المتقدمون بطلب الاستضافة:
- مصر
- ليبيا /  تونس
- المغرب
- جنوب إفريقيا

أول تصويت يحصل بعد الإعلان عن المداورة بين القارات من خلال التصويت على استضافة كأس العالم لكرة القدم 2010. تعتبر أول بطولة تستضيفها دولة أفريقية وتعتبر أيضًا أكبر تظاهرة رياضية تستضيفها القارة حيث أنه لم يسبق لأي دولة أفريقية استضافة دورة الألعاب الأولمبية. بعد التأكيد من قبل الاتحاد الدولي لكرة القدم أنه لن يتم قبول أي طلبات استضافة مشتركة فقد انسحب الطلب المقدم من ليبيا وتونس في 8 مايو 2004. في 15 مايو 2004 وفي مدينة زيوريخ التي تستضيف التصويت للمرة السابعة على التوالي استطاعت جنوب أفريقيا حسم التصويت من الجولة الأولى بالتفوق على المرشح الدائم المغرب بـ14 صوت مقابل 12 صوت فيما لم تحصل مصر على أي صوت.
النتائج:
| الدولة        | الأصوات | الأصوات | الأصوات |
| الدولة        | 1       | 2       | 3       |
| ------------- | ------- | ------- | ------- |
| ألمانيا       | 10      | 11      | 12      |
| جنوب إفريقيا  | 6       | 11      | 11      |
| إنجلترا       | 5       | 2       | 0       |
| المغرب        | 2       | 0       | 0       |
| البرازيل      | 0       | 0       | 0       |
| مجموع الأصوات | 23      | 24      | 23      |

النتائج:
| جنوب إفريقيا  | 14 |
| المغرب        | 10 |
| مصر           | 0  |
| مجموع الأصوات | 24 |

1. جنوب إفريقيا، 14 صوت
2. المغرب، 10 أصوات
3. مصر، 0 صوت
4. ليبيا انسحب في 8 مايو 2004 لعدم قبول طلبات الاستضافة المشتركة
5. تونس انسحب في 8 مايو 2004 لعدم قبول طلبات الاستضافة المشتركة

### كأس العالم لكرة القدم 2014
المتقدمون بطلب الاستضافة:
- البرازيل

واصل الاتحاد الدولي لكرة القدم سياسته في مداورة استضافة البطولة حيث منح حق استضافة كأس العالم لكرة القدم 2014 لصالح قارة أمريكا الجنوبية. صرح الاتحاد الدولي لكرة القدم أنه من المحتمل أن يلغي مبدأ المداورة ولكنه تراجع.
أعربت كولومبيا رغبتها في الترشح لاستضافة البطولة ولكنها انسحبت. أبدت تشيلي والأرجنتين نيتهما تقديم طلب استضافة مشترك على غرار بطولة 2002 بين كوريا الجنوبية واليابان ولكنهما انسحبا بسبب مخالفتهما للوائح التي تمنع طلبات الاستضافة المشتركة. أعرب البرازيل رغبته في استضافة البطولة وصرح اتحاد أمريكا الجنوبية لكرة القدم عن تفضيله للبرازيل لاستضافة البطولة. البرازيل كانت الدولة الوحيدة التي تقدمت بطلب الاستضافة في ديسمبر 2006 بينما انسحبت كولومبيا وتشيلي والأرجنتين ولم يسمح لفنزويلا بتقديم طلبها.
البرازيل أصبحت بلا منافسة للمرة الأولى منذ اختيار كولومبيا لاستضافة كأس العالم لكرة القدم 1986 بدون منافسة أيضًا. أكدت اللجنة التنفيذية التابعة للاتحاد الدولي لكرة القدم أن البرازيل هو مستضيف البطولة في 30 أكتوبر 2007.
النتائج:
1. البرازيل (غير معروف عدد الأصوات)

### كأس العالم لكرة القدم 2018و2022
المتقدمون بطلب الاستضافة لبطولة 2018:
- بلجيكا /  هولندا
- إنجلترا
- إسبانيا /  البرتغال
- روسيا

المتقدمون بطلب الاستضافة لبطولة 2022:
- أستراليا
- اليابان
- كوريا الجنوبية
- قطر
- الولايات المتحدة

أعلن الاتحاد الدولي لكرة القدم في 29 أكتوبر 2007 أنه ألغى قاعدة مداورة الاستضافة بين القارات التي تم تطبيقها من بعد بطولة 2006. القاعدة الجديدة أنه يحق لأي دولة تقديم طلب بالاستضافة على شرط أن لا يكون الاتحاد القاري الذي ينتمي إليه سبق له تنظيم إحدى البطولتين السابقتين. بالنسبة إلى بطولة 2018 فقد تم استبعاد طلبات دول قارة أفريقيا وأمريكا الجنوبية. بالنسبة لبطولة 2022 فقد تم استبعاد طلبات دول أمريكا الجنوبية وأوروبا. كما أن الاتحاد الدولي لكرة القدم سمح مجددًا باستلام والموافقة على طلبات الاستضافة المشتركة بعدما كان هذا الأمر ممنوعًا بعد بطولة 2002. وقد أعلنت عدة دول عن رغبتها في استضافة إحدى البطولتين وهي إنجلترا، أستراليا، إندونيسيا، اليابان، قطر، روسيا، كوريا الجنوبية، الولايات المتحدة بالإضافة إلى طلبات الاستضافة المشتركة وهي إسبانيا مع البرتغال وبلجيكا مع هولندا.
أعلنت اللجنة التنفيذية عن الفائزين باستضافة البطولتين في 2 ديسمبر 2010. تم اختيار روسيا لاستضافة بطولة 2018 وهي المرة الأولى التي تستضيف فيها دولة تقع في شرق أوروبا البطولة بينما تم اختيار قطر لاستضافة 2022 مما يجعلها أول دول عربية من شرق الأوسط تستضيف البطولة والدولة الآسيوية الثانية.
النتائج:
| الدولة            | الأصوات | الأصوات |
| الدولة            | 1       | 2       |
| ----------------- | ------- | ------- |
| روسيا             | 9       | 13      |
| إسبانيا/ البرتغال | 7       | 7       |
| هولندا/ بلجيكا    | 4       | 2       |
| إنجلترا           | 2       | 0       |
| مجموع الأصوات     | 22      | 22      |

| الدولة           | الأصوات | الأصوات | الأصوات | الأصوات |
| الدولة           | 1       | 2       | 3       | 4       |
| ---------------- | ------- | ------- | ------- | ------- |
| قطر              | 11      | 10      | 11      | 14      |
| الولايات المتحدة | 3       | 5       | 6       | 8       |
| كوريا الجنوبية   | 4       | 5       | 5       | 0       |
| اليابان          | 3       | 2       | 0       | 0       |
| أستراليا         | 1       | 0       | 0       | 0       |
| مجموع الأصوات    | 22      | 22      | 22      | 22      |

#### الخلاف
نتيجة لاتهامات تلقي الرشاوى تم تقليص عدد أعضاء اللجنة التنفيذية المسموح لهم بالتصويت إلى 22 عضو. إنجلترا اشتكت من روسيا التي فازت بالاستضافة.

### كأس العالم لكرة القدم 2026
المتقدمون بطلب الاستضافة لبطولة 2026:
- الولايات المتحدة /  كندا /  المكسيك
- المغرب (الملف)

اخذت الفيفا عروض الاستضافة من جميع الاتحادات ما عدا اتحاد آسيا الذي سوف يستضيف بطولة 2022 في قطر لذلك.
ترشحت ثلاثة دول الاستضافة كأس العالم لكرة القدم 2026 رسميا وهي كندا من حيث ان في يوليو 2012 أكد فيكتور مونتاغيلياني رئيس اتحاد كندا لكرة القدم، عن نية كندا في الترشح لإستضافة كأس العالم لكرة القدم 2026 وستعداد البلاد الاستضافة هذا العرس الكروي، والمكسيك حيث ان في سبتمبر 2012 أكد غوستينيو كومبايين رئيس اتحاد المكسيك لكرة القدم، عن نية المكسيك في الترشح لإستضافة كأس العالم لكرة القدم 2026 لتكون المكسيك أول دولة تستضايف البطولة ثلاثة مرات جيث سبق المكسيك ان استضافة البطولة مراتين في عام 1970 و 1986، وكولومبيا حيث ان في مارس 2010 أكد رئيس كولومبيا السابق ألفارو أوريبي بيليث عن خطط كولومبيا للترشح لإستضافة كأس العالم لكرة القدم 2026 وأن كولومبيا على كامل الاستعداد الاستضافة البطولة وان لا يحدث مثل ما حدث في بطولة 1986 حيث ان كولومبيا قد تقادمت الاستضافة بطولة 1986 وفازت بحق الاستضافة البطولة لكن انسحبت من تنظيم البطولة قبل بداية ابطولة باابعة سنوات بسبب المشاكل المالية لكولومبيا.
بجنب عروض الاستضافة رسميًا التي قدمتها كل من كندا والمكسيك وكولومبيا، هناك ثلاثة دولة من المحتمل أن تقدم عروض استضافتها إلى الفيفا وهذا الدولة هي المغرب والولايات المتحدة الأمريكية وكازاخستان، حيث ان في المغرب قال وزير الشباب والرياضة منصف بلخياط أن تنظيمنه لبطولة كأس الأمم الأفريقية سيكون المؤشر الأول من قدرتنا على استضافة أكبر حدث كروي في العالم ثم يمكن أن نعتبر بثقة لنا كمرشح لاستضافة كأس العالم 2026 (رفض المغرب لاستضافة كأس الأمم الأفريقية 2015 بسبب وباء فيروس الايبولا في غرب أفريقيا) وأن المغرب على كامل الاستعداد الاستضافة كأس العالم لكرة القدم 2026، اما في الولايات المتحدة الأمريكية فقط قال رئيس اتحاد الولايات المتحدة لكرة القدم سونيل جولاتي أن الولايات المتحدة تنظر بجدية الاستضافة بطولة كأٍس العالم لكرة القدم 2026، وأن استضافة الولايات المتحدة لبطولة 1994 كان أكبر حدث كروي بالعالم بسبب عداد المشاهدين الكبير على التلفاز وعداد الجمهور الكبير الذي وصل إلى 3.6 مليون متفرج حيث أن في المبارة الواحدة الذي بلغ ما يقارب 70 ألفاً لكل لقاء، لذلك سيكون أستضافة الولايات المتحدة الأمريكية لكأس العالم لكرة القدم 2026 حدث كبير، اما في كازاخستان تنظر بجدية إلى استضافة كأس العالم لكرة القدم 2026 حيث أن استضافة بطولة 2026 سيكون حدث رائعة حيث أن كازاخستان تقع في قارتين آسيا وأوروبا على رغم أن كازاخستان في الواقع مع الاتحاد الأوروبي لكرة القدم لكن جميع أو معظم المدن ستكون في آسيا وممكن ان تكون مدينة أو مدينتين أو ثلاثة من الجانب الأوروبي لكن كازاخستان على اتم الاستعداد الاستضافة كأس العالم لكرة القدم.
في 24 مارس 2015 أعلن رئيس الاتحاد الإنجليزي لكرة القم جريج دايك ان من المحتمل ترشح إنجلترا الاستضافة كأس العالم 2026 وعلى رغم من خسارة إنجلترا الاستضافة كأس العالم 2018 لصالح روسيا فان رئيس الفيفا جوزيف بلاتر يقول ان ترشح إنجلترا التنظيم البطولة 2026 ضعيف ذلك بسبب خسارة إنجلترا تنظيم بطولة 2018 لصالح روسيا لكن رغم ذلك فان اخر بطولة كأس العالم نظمته إنجلترا كان بطولة 1966 وان إنجلترا تمتلك مثل الدول الأوروبية الآخر حق الترشح، في 13 أبريل 2015 اعلنت كل من أستراليا ونيوزيلندا ان من المحتمل تقدم طلب مشترك لترشح الاستضافة بطولة كأس العالم 2026 أو 2030 ليكون أحد هذا البطولتين أول بطولة تنظم في قارة أوقيانوسياو أول تنظم من قبل الاتحاد أوقيانوسيا والاتحاد اسيا.

### كأس العالم لكرة القدم 2030
المتقدمون بطلب الاستضافة لبطولة 2030:
- أوروجواي،  الأرجنتين،  باراغواي و  تشيلي: الترشيح المشترك للأوروجواي-الأرجنتين-تشيلي-باراجواي لكأس العالم لكرة القدم 2030[19][20][21][22][23][24][25]
- إسبانيا و  البرتغال و  المغرب: الترشيح الإسباني البرتغالي المغربي لكأس العالم 2030[26]
- مصر،  اليونان و  المملكة العربية السعودية: الترشيح المصري اليوناني السعودي لكأس العالم 2030

## مجموع العروض حسب البلد
البلدان التي تقدمت رسميًا بعروض الاستضافة من بطولة 1930 إلى بطولة 2026
| البلدان                 | العروض | السنة                                          |
| ----------------------- | ------ | ---------------------------------------------- |
| ألمانيا(6)              | 8      | 1938، 1962، 1966، 1974، 1982، 1990، 1998، 2006 |
| إسبانيا                 | 5      | 1930، 1966، 1974، 1982، 2018                   |
| إنجلترا                 | 5      | 1966، 1990، 1998، 2006، 2018                   |
| المكسيك                 | 5      | 1970، 1978، 1986(7)، 2002، 2026                |
| إيطاليا                 | 5      | 1930، 1934، 1974، 1982، 1990                   |
| كولومبيا                | 5      | 1970، 1978، 1986، 2014، 2026                   |
| الأرجنتين               | 4      | 1938، 1962، 1970، 1978                         |
| البرازيل                | 4      | 1950، 1994، 2006، 2014                         |
| المغرب                  | 4      | 1994، 1998، 2006، 2010، 2026                   |
| الولايات المتحدة        | 3      | 1986، 1994، 2022، 2026                         |
| فرنسا                   | 3      | 1938، 1990، 1998                               |
| اليابان                 | 3      | 1970، 2002(8)، 2022                            |
| هولندا                  | 3      | 1930، 1974، 2018                               |
| السويد                  | 3      | 1930، 1934، 1958                               |
| تشيلي                   | 2      | 1962، 1994                                     |
| روسيا                   | 2      | 1990(9)، 2018                                  |
| جنوب إفريقيا            | 2      | 2006، 2010                                     |
| كوريا الجنوبية          | 2      | 2002، 2022                                     |
| سويسرا                  | 2      | 1954، 1998                                     |
| أستراليا                | 2      | 1970، 2022                                     |
| كندا                    | 2      | 1986، 2026                                     |
| مصر                     | 1      | 2010                                           |
| بلجيكا                  | 1      | 2018(10)                                       |
| اليونان                 | 1      | 1990                                           |
| المجر                   | 1      | 1930                                           |
| إندونيسيا               | 1      | 2018(11)                                       |
| ليبيا                   | 1      | 2010                                           |
| قطر                     | 1      | 2022                                           |
| البرتغال                | 1      | 2018(12)                                       |
| تونس                    | 1      | 2010(13)                                       |
| الأوروغواي              | 1      | 1930                                           |
| النمسا                  | 1      | 1990                                           |
| إيران                   | 1      | 1990                                           |
| بيرو                    | 1      | 1970                                           |
| صربيا ( يوغوسلافيا)(14) | 1      | 1990                                           |